# Johann Friedrich von Dieskau
Johann Friedrich von Dieskau, zeitgenössisch meist von Dießkau, (* 31. März 1735; † 1. März 1806 in Puschwitz) war ein herzoglich-sächsischer Landkammerrat und Rittergutsbesitzer. Er besaß das Rittergut Mannichswalde.

## Leben
Er stammte aus der sächsischen Adelsfamilie von Dieskau und war der einzige Sohn von Heinrich Gottlob von Dieskau. Nach dem Tod des Vaters übernahm er dessen Rittergut und wurde Erb-, Lehn- und Gerichtsherr auf Mannichswalde bei Crimmitschau. Als Landkammerrat wirkte er am Hof des Herzogs von Sachsen-Weimar.
Aus der am 7. Februar 1765 in Thurm geschlossenen Ehe mit Johanna Carolina Elisabeth von Weißenbach ging die 1776 geborene Tochter Carolina Ernestina Christiana hervor, die 1795 Christian Adolf Wilhelm von Stieglitz (1770–1845) heiratete. Das Rittergut Mannichswalde kam damit in die Familie von Stieglitz. Gut und Schloss wurde von den Erben um 1940 verkauft, 1948 enteignet, das Schloss gesprengt und abgerissen.